# ワークステーション

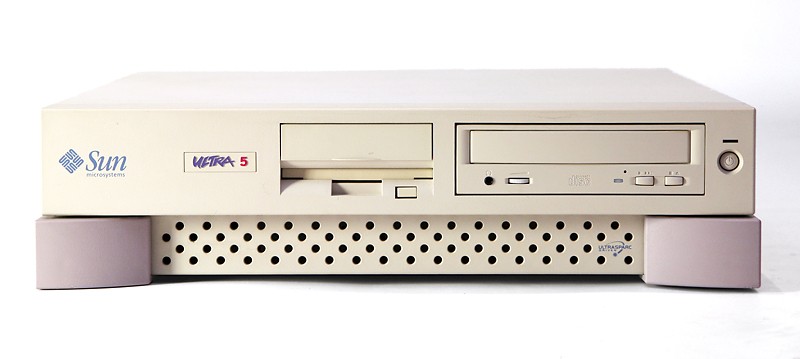
1990年代にUNIXマシンとして絶大なシェアを誇ったSun Microsystemsのワークステーションの例（1997年発売のSun Ultra 5）
マルチタスクや科学技術計算に強いSPARCアーキテクチャのCPUを搭載

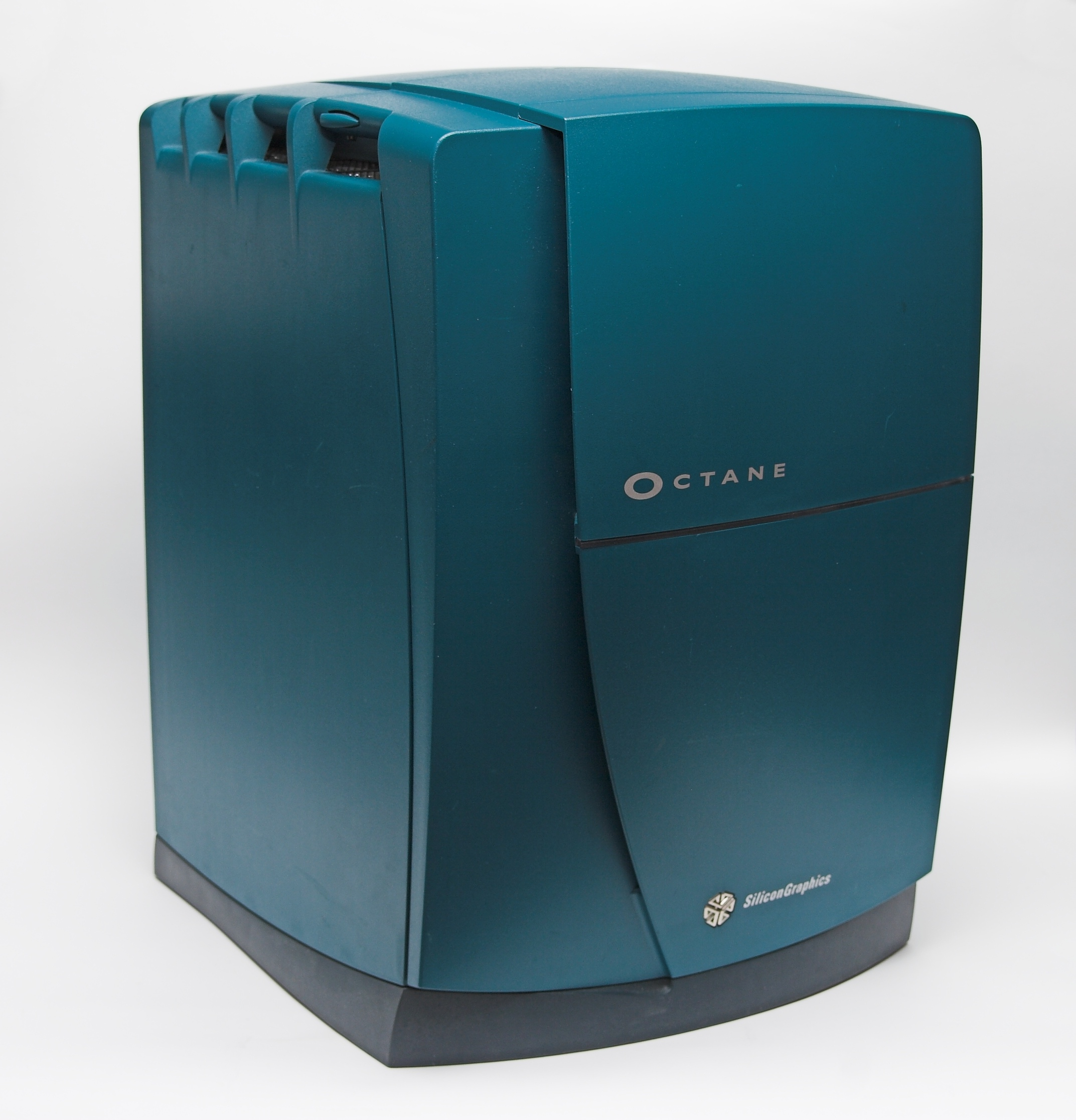
1990年代に3DCGの分野で一世を風靡したシリコングラフィックス (SGI) のワークステーションの例（1997年発売のSGI Octane）
クリエイター向けとして個性的なデザインを採用MIPSアーキテクチャのCPUと3DCG用のジオメトリエンジンを搭載

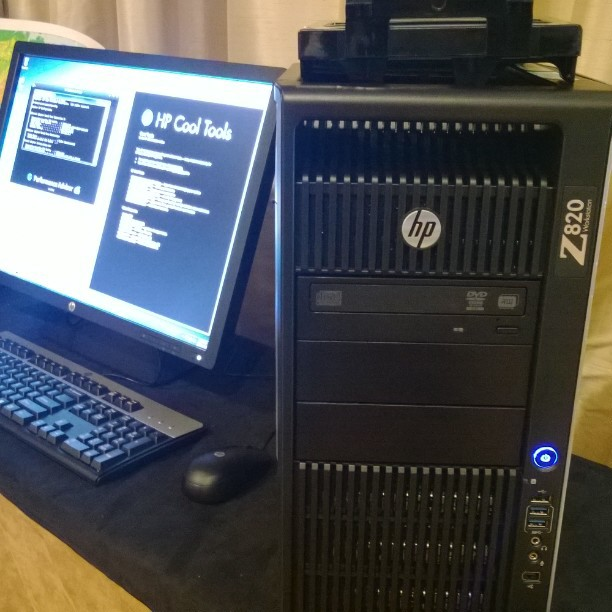
PCアーキテクチャを採用するワークステーションの例（2012年発売のHP Z820 Workstation）
一般的なパソコンを一回り大きくしたような外観
PCと同じくx86アーキテクチャのCPUを搭載
PCとの間でパーツの互換性がある

ワークステーション（英語: workstation, 頭字語: WS）は、組版、科学技術計算、CAD、グラフィックデザイン、事務処理などに特化した業務用の高性能なコンピュータである。耐久性も一般のPCとは比較にならないほど高く、長時間の連続稼働が必要な高負荷計算を安定して行う用途に向いている。価格は100万円超えが珍しくない程に高価で、一般向けよりも法人向けに販売されている。

## 概説
ワークステーションは業務用途を想定して設計されており、一般的なパーソナルコンピュータ (PC) と比べて費用対効果よりも最高性能や安定性・信頼性が必要な状況に適している。ワークステーションの筐体のサイズは、通常、PCと同程度か若干大きく、デスクトップに設置して使用されることが多いが、ノートPCの性能を強化して長時間の安定稼働を保証し、高負荷計算にも耐えられるようにした「モバイルワークステーション」もある。
元来ワークステーションのアーキテクチャはメーカー独自設計とする事が多く、汎用設計を採用するPCと比較した場合に専用設計ならではの大きな強みを持っていたが、数百万円は下らないという極端に高価な製品であった。そして、ワークステーションに搭載された技術が数年経ってPCに搭載されるという流れが存在した。1990年代、CPUは一般的なパソコンではx86アーキテクチャであったのに対して、ワークステーションではMIPS RシリーズやSPARCなどが搭載されるという違いがあり、ワークステーションの方が先に浮動小数点数が扱えるようになり、CPUクロック数も高く大容量メモリにも対応するなど技術的には先行していた。PCではシングルタスクOSが基本となっていた1990年代前半までの時代においては、ワークステーションではマルチタスクOSが当たり前のように稼働していたため、利便性でも大きな差があった。
しかし、汎用アーキテクチャのCPUやGPUを備えるPCは、規格が公開され開かれた市場競争が行われる事で、量産効果により価格が低下しやすい。また性能に関しても、ムーアの法則が限界を迎えて向上速度が鈍化しているとはいえ、各部品に特化した技術を持つメーカーが頻繁にモデルチェンジを繰り返すことからプロセスルールの微細化や新技術の投入などの恩恵を受けやすく、年々性能が向上している。一方、独自アーキテクチャのワークステーションは、1社でアーキテクチャから開発するため開発に時間が掛かり、モデルチェンジの周期が長いため性能向上が遅く、規模の経済の恩恵を享受できず、費用対効果がPCよりも劣る傾向にある。また、独自オペレーティングシステム（OS）よりも汎用オペレーティングシステムを採用したコンピュータのほうがユーザー数が多く、開発環境も準備しやすいことから、アプリケーションソフトウェアの開発が容易であり、技術革新も起きやすい。こうした世界的な開発リソースで改善されるPCの汎用アーキテクチャは、当初に限っては汎用である分だけ各機能が貧弱であったものの、開発が進むに従ってあらゆる分野で実用上十分な性能を発揮できるようになり、あらゆる独自アーキテクチャの市場を吸収していった。
従って、開発にコストも時間も掛かる独自アーキテクチャでは逆にPCに性能で追い付かれそうになると、メーカー各社は独自アーキテクチャを廃止し、CPUがx86、OSがWindowsも選択可能となっていくと、ワークステーションとPCとの差はほとんどなくなっていき、専門業務においても徐々に高性能なPCに置き換えられていった。
2000年代以降では、各社のラインナップにおいてワークステーションと銘打たれている製品は、高効率化電源ユニット（80 PLUS）の採用や冷却機構、エアフロー設計の強化、ECCメモリの採用、マルチCPUソケットの搭載、ホットスワップ可能なストレージなど、負荷の高い業務用アプリケーションの長時間稼働（1週間連続で処理させるなど）を実現する設計により、PCとの差別化を行っているが、こう言った仕様はハイエンドPCにも散見される。一般向けのPCと異なりメーカーがマザーボードレベルから最適化して法人向けに長時間稼働を保証はしているが、技術的基礎がPCと同一になったため、「ワークステーション」という用語は売り文句に過ぎなくなったとも言える。

## 概要
ワークステーションは、単体で使用される他、メインフレームなどを含めたサーバとネットワークで接続されたインテリジェント端末として使用されることもある。
JIS X 0001（ISO/IEC 2382-1）では、「通常、専用の計算能力をもち、利用者向きの入出力装置をもつ機能単位（ハードウェア・ソフトウェアからなる指定した目的を遂行できるもの）」と定義しており、これに従うとPCも含まれる。ただし一般にはワークステーションとは、一般的なPCよりは高性能・高機能なものを指す場合が多い。
1990年代前半までは、PCと比較して、マルチウィンドウやアイコンなどによるGUI、ネットワーク機能の標準装備、マルチタスク、SVGAを超える高解像度のディスプレイなどがワークステーションの特徴であった。その後、これらの特徴はPCの高性能化と普及によって、ワークステーションのみの特徴ではなくなった。
少なくとも1990年代までは、SPARCやMIPSやDEC Alphaなど、民生品よりも遥かに高度な機構を持つCPUを搭載したマシンがワークステーションとして一般的であったが、後にx86系CPUを搭載するマシンが市場規模で圧倒的優位に立ち、各社がx86系CPUの性能向上に注力してコストパフォーマンスを大幅に向上させた結果、それ以外のアーキテクチャのCPUを搭載するマシンが市場から駆逐された。2021年ではIntel XeonやAMD Ryzen PROを搭載するワークステーションが主流であるが、最新ではムーアの法則の限界を遅らせるために、根本的に設計を見直して低消費電力で有名なARMアーキテクチャを採用したApple M1を搭載するワークステーションが現れた。
特に科学技術計算、CAD、プロダクトデザイン、グラフィックデザインなどに使用されるものはエンジニアリングワークステーション（以下EWS、後述）と呼ばれ、これらの作業を円滑に行うため、専用ソフトウェア、専用のハードウェアを持っていたことが多い。
また、事務処理や、組版などの編集作業に使われるものはオフィスワークステーションなどと呼ばれる。
ワークステーションの中にはユーザー専用に開発されたマザーボード、PCIボード、周辺機器などを組み替えることで様々な制御機器のセンターマシン、監視装置などとして使用されることもある。これらの多くはリモートセンシングなど特殊な分野で利用されている。
POSシステムなどに代表される流通システムでは、全国規模に及ぶネットワーク化されたシステムを、メインフレームとサーバ専用機などの中規模なコンピュータ、ワークステーションなどを組みあわせて使用することが多く、数十台から1万台単位の規模でソリューション（情報システム）として販売される。このような場合、EWSなどと違いシステム構築の容易さと通信処理能力や、業務用レジおよびバーコードリーダーなどの専用ハードウェアへの対応が必要とされ、ワークステーションは端末としての機能も果たす。一度の大量発注による製造・販売・輸送コストの削減などが行われる。
なお、かつては、LAN内でサーバに対してユーザの手元にあるコンピュータのこともワークステーションと呼ばれていた（例：Windows NT ServerとWindows NT Workstation）。これは、コンピュータ自体の機能や性能による区分ではなく、もっぱらネットワーク内での役割による区分であり、ハードウェアとしてはPCそのものである場合も多かった。近年ではクライアントと呼ぶことが多い。
コンピュータを製造・販売するメーカーがそれぞれの販売戦略により、ワークステーションやパーソナルコンピュータ、サーバなどの名称を使い分けていることも、これら各カテゴリの境界を曖昧なものとする要因となっている。
2010年代以降、法人でも高性能計算にはハイエンドPCやクラウドを採用することが多くなり、ワークステーション自体がニッチな製品となっている。

## 端末型ワークステーション
主に複数の人員により作業を行うデータ入力端末が最も多く使用されている。特に、PCのような単独で動作する機能は必要なく、必ずセンターマシンが介在する。近年は、PCに置き換えられつつある。

### 歴史
端末型のワークステーションは1980年代前半に始まる。メインフレームを中心に複数の端末機器を接続したものでディスプレイを内蔵した端末機をワークステーションと呼んだ。これらの多くは後に、大規模なグラフィック専用のメモリを搭載することにより、高度な漢字処理能力を有し、組版などのグラフィカルな処理を行える機能を有していた。これらの一部は後にワードプロセッサとして分化していった。またこれに伴い、レーザープリンターが接続されるなど高度な組版処理が行えるように進化していった。これらは現在でも端末型のワークステーションとして、ホテル、POSシステム、金融機関などで使用されているが、徐々にPCに置き換えられつつある。

## エンジニアリングワークステーション

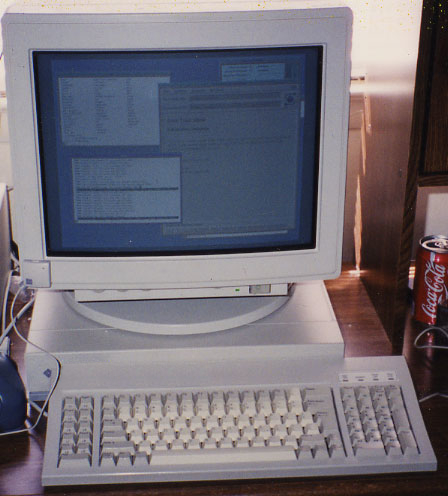
EWS全盛期を代表するモデルのひとつ、SunのSPARCstation

2004年では、EWSの上位機種においては64ビットマルチプロセッサや、64ビットPCIインタフェースに対応したグラフィック系の処理能力を持つハードウェアを有することが多かった。2007年1月現在ではマルチコアCPUやPCI Expressの普及が始まっている。インテル系のPCではワークステーションに導入されたハードウェアが少し遅れてPCでも使われ、ワークステーションとPCのハードウェアにおける性能的な境界は曖昧になっている。このため、メーカーがインテル系のワークステーションをPCの上位機種として位置づけることもある。
EWSでは、グラフィックスボードやSCSIボードにおいて専用ハードウェアを搭載している場合が多い。また、OS自体に各メーカーがカスタマイズを行っていることも多い。それらのワークステーションは専用開発のハードウェアであるため、費用対効果に劣り、パーソナルコンピュータに比べて非常に高価なものとなっている。そのため、近年は徐々に高性能なGPUを備えるPCに置き換えられつつある。

### 歴史
1980年代、UNIXをベースとしたクライアントサーバモデルのクライアントとして、UNIX OSを搭載した「UNIXワークステーション」が登場した。これらは、光学ペンやタブレットなどの入力やプロッタなどの多数のインタフェースを有し、大規模なメモリを搭載し、設計、学術計算などに使用された。
1990年代後半、一部のCADなどの高度なグラフィック処理を必要とするものはUNIXワークステーションが主流で、PCとは異なり各社独自のアーキテクチャを使用した専用ハードウェアを使用するものが多く、性能面でもPCを凌駕していた。しかし、PCの爆発的普及に伴う大量生産効果などがあり、インテル製プロセッサの性能が急激に向上したため、従来ワークステーションで行われていた業務のうち、専用のハードウェアを必要としないものがパーソナルコンピュータで行われるようになった。インテル製プロセッサのマルチプロセッサ化が遅れたことや、64ビットPCIバスなど大規模データの取り扱いを必要とするワークステーションのニーズが高まり、専用の周辺機器などが開発された。
Windows NTの性能向上とともに、同OSを採用するWindowsワークステーションが登場した。PCの性能の向上と共に差は少なくなると思われたが、Windowsの64ビットCPU対応など高性能処理が行えるOSの開発やマルチCPU化などにより大幅に性能が向上し、3Dモデルや画像解析などの新たに多くのニーズが登場し専用のアプリケーションが開発されている。
これらの多くはワークステーションの性能に合わせカスタマイズされることが多く、ワークステーション専用のグラフィックアクセラレータなどのハードウェアやドライバ類が専用化されているため、一般のパーソナルコンピュータとは一線を画している。また多くのワークステーションでは64ビットのPCIバスを持っている。プロセッサは64ビットが主流だが、32ビット製品も採用されている。
現在、EWSのMPU（CPU）ではRISC系（PA-RISC、POWER、SPARC、MIPS、Alphaなど）、x64、インテル系（x86、IA-32）、IA-64など様々な種類が使用されているが、Unix系ではそれぞれに対応したものがあるのに対して、Windows系ではRISC系はPowerPC、MIPS、Alphaをサポートするものが存在した。Windows系で現在も製造・販売されているものはインテルおよびAMDのx86/x64系のみである。
Windows系のGPUには、主にゲームやマルチメディア用途で利用されるDirectX (Direct3D) よりも、CAD等でよく使用されるOpenGLへの最適化やサポート体制および保証期間の関係上、NVIDIAのQuadroシリーズやAMDのFirePro（Radeon Pro）シリーズを搭載することが多い。これらのワークステーション向け製品は、同一チップを採用するGeForceやRadeonと比べて耐久性や安定性を重視しており高価であるが、DirectXには最適化されておらず、ゲーミング性能は低いことが多い。なお、macOSやLinuxなどのUnix系製品や2020年以降のWindows系製品の一部には、GeForceやRadeonシリーズが搭載されているものも存在する。ただしECCメモリをサポートするのは、QuadroやFireProの上位機種に限られる。GPGPUのために、NVIDIA TeslaやAMD FirePro Sシリーズを追加で搭載するワークステーションもある。
UNIXワークステーションもインテルやAMDのハイエンドCPUやマザーボードを採用した上でLinuxやmacOSなどのPC-UNIXをプリインストールすることによりハードウェアの設計が概ね共通化されたため、Windows系システムとほぼ同等の価格で購入できるようになっている。

## 流通システム用ワークステーション
流通などを目的とし、出荷台数ではEWSを上回る。ハードウェア、OSなど主に端末系とエンジニアリング系の一部を流用した製品である。主に、ミニコンピュータ（ミニコン）、オフィスコンピュータ（オフコン）またはサーバとセットになった端末型か、EWSのハードウェアを内包し外観は別製品となっている。
EWSを内包したものの中には、EWS本体または同一のマザーボード、CPUなどを内蔵しているが、ファームウェアの変更を行ったり、状況に応じ専用のLSIをマザーボード上に搭載するなど構成の多くは専用にカスタマイズされたハードウェアを持つ。このため、OSがWindows系であっても、BIOSなどが異なり、他のEWSやPCとの互換性は全くない。
1990年代前半は殆どが独自のOSであったが、1990年代後半は多くがUNIXやWindows系のサーバ用マシンをベースに設計された。そのほとんどは顧客のニーズに合わせ設計されているため、専用のアプリケーションを使用する。特に高度なGUIは必要とされず、容易に業務を実行できるようカスタマイズされている。またこれらの多くは、制御を兼ね備えるため、多くのインタフェースを有する。

## 関連用語
- エンジニアリングワークステーション（EWS）
- 漢字ワークステーション（KWS）
- グラフィックワークステーション
- デジタル・オーディオ・ワークステーション
- ピザボックス・フォームファクタ
- プレイステーション - Work（業務）の対義語としてのPlay（遊び）が名称の由来となった。

## 主なワークステーション

### 端末型
- N6300
- POSシステム

### 先進型
- Alto（Xerox PARC）
- Domain（アポロコンピュータ）
- PERQ（Three Rivers Computer）

### オフィス向け
- J-Star（富士フイルムビジネスイノベーション）

### UNIX（互換）ワークステーション
※太字は現行機種（2012年5月現在）
- Sun-1/2/3/4, SPARCstation, Blade, Ultra（サン : SPARC / Solaris）
- HP 9000, HP c8000（HP : PA-RISC / HP-UX）
- DECstation, AlphaStation（DEC, 現HP : Alpha / Tru64 UNIX, OpenVMS）
- RS/6000, IntelliStation POWER（IBM : POWER / AIX）
- Personal Iris, Indy, Indigo, O2, Octane, Fuel, Tezro（SGI : MIPS / IRIX）
- NeXTcube, NeXTstation（NeXT）
- Power Mac G5（Apple : POWER4ベースPowerPC 970MP / Mac OS X）- 公式にはワークステーションとして販売されていなかったが、UNIXであるMac OS X[5]、64ビットCPU、ECCメモリ対応、PCI-X（後のPCI Express）などワークステーションに分類される性能を持っていた。
- Mac Pro（Apple : インテル Xeon / macOS）- x86またはx64機
- Mac Studio（Apple : Appleシリコン / macOS）AArch64機
- EWS4800シリーズ（NEC : 680x0, MIPS / EWS-UX）
- 2050, 3050, 3050（HITACHI : 680x0, PA-RISC / HI-UX）
- LUNA（オムロン）
- NEWS（ソニー : 680x0, MIPS / 初期はBSD, POP-NEWS発売後はNEWS-OS）
- PSI（三菱電機 : Alpha / Tru64 UNIX, OpenVMS）
- IBM Intellistation POWER
- SX-9100（立石電機（現 オムロン） : MC68020 / OMRONIX-Σ）
- ME1000シリーズ（三菱電機 : MC68020 / ME/UX）

### x86ワークステーション
- HP Workstation
- Dell Precision
- SEGUENTE Express5800（NEC） - LinuxよりはWindows向けに設計。標準サポートOSもWindows
- 富士通 CELSIUS
- ドスパラ
  - GALLERIAシリーズ[6]
  - raytrekシリーズ[7]
- マウスコンピューター DAIV
- IBM IntelliStation Pro
- Lenovo ThinkStation
- Third Wave ExPrime
- Muchos GPGPU タワー（シーティーソリューション：インテル Xeon/CentOS, Scientific Linux, Ubuntu, Debian, FreeBSD）

### モバイルワークステーション
デスクトップと同じブランド名で展開しているベンダーもあれば、別のブランド名で展開しているベンダーもある。
- HP ZBook Mobile Workstation
- 東芝 dynabook Satellite WS754シリーズ - B4サイズのノートパソコン型ワークステーション

### その他
- BeBox（Be）
- Silicon Graphics 320 / 540（シリコングラフィックス） - 特殊Windows NT機